# Плейстий
Плейстий (др.-греч. Πλειστίας; IV век до н. э.) — наварх Антигона Одноглазого

## Биография
Плейстий был сыном Мосхиона родом с Коса. В 306 году до н. э., во время морской битвы при Саламине, Плейстий вместе с Гегесиппом из Галикарнаса возглавлял правый фланг флота Деметрия, которому противостоял сам Птолемей. По предположению Э. Бэдиана, Плейстий мог быть вторым по старшинству лицом после самого Деметрия. Такая версия основана на обозначении Плейстия как «άρχικυβερνήτης» у Диодора Сицилийского. Р. Биллоуз, напротив, называл его третьим по старшинству командующим во флоте Антигона после Деметрия и главного наварха Медия. В ходе ожесточенного сражения воины Плейстия понесли большие потери, но за счёт успешных действий другого крыла, более мощного, сын Антигона победил.
Согласно одной из надписей жители Самоса, по предложению некоего Эпикура, удостоили Плейстия ряда почестей. Сохранность надписи не даёт возможность определить причину, по которой самосцы отметили Плейстия.